# Операція «Маунт Хоуп III»
Операція «Маунт Хоуп III» (англ. Operation Mount Hope III) — спеціальна операція американських сил спеціальних операцій з вивезення важкими вертольотами залишеного екіпажем ударного радянського вертольоту Mil Mi-24 «Hind-D» з території Чаду. Гелікоптер Мі-24, що належав лівійським ВПС у повному оснащенні та озброєнні брав участь у лівійсько-чадському конфліктові, постраждав й був кинутий пілотами у пустелі. У червні 1988, два американські транспортних вертольоти MH-47 «Чінук» зі складу 160-го авіаційного полку спецоперацій непомітно вивезли його вночі з зони конфлікту на зовнішній підвісці. Уся місія проводилася на території Чаду з дозволу його уряду.

## Зміст
У квітні 1987 під час ведення бойових дій між лівійськими та чадськими збройними силами, лівійські ВПС застосовували експортні бойові вертольоти Мі-24, що поставлялися Радянським Союзом. Один з таких вертольотів був захоплений французькими та чадськими військовими практично у непошкодженому стані з повним оснащенням та озброєнням, коли його екіпаж з технічних причин залишив гелікоптер. Знайдений вертоліт був переміщений до сховища у Уаді-Дум.
Дізнавшись про цей випадок, Державний департамент США звернувся до уряду Чаду з проханням забрати вертоліт, на що отримав дозвіл. Однак, чадці поставили за умову, що вони ніякої допомоги не надаватимуть.
Американські військові розробили план операції щодо вивезення з пустельного регіону північного Чаду цей вертоліт повітряним шляхом. На території США на навчальному центрі «Вайт Сенд Місайл Рейндж» було проведене тренування з екіпажами, що мали перевозити радянський гелікоптер.
10 червня 1988 військові пілоти 160-го полку з вертольотами MH-47, та 75 військових підтримки приземлилися літаком C-5 «Ґелексі» в міжнародному аеропорту Нджамени. Французи надали підтримку силами одного зі своїх підрозділів та декількома літаками Mirage F.1, що прикривали з повітря. Екіпажі швидко підготували свої бойові машини до перельоту й незабаром вилетіли в напрямку Уаді-Дум, де досі зберігався радянський вертоліт. Політ проводився на відстань 800 км над пустелею на малих висотах для запобігання виявлення засобами радіолокаційної розвідки Лівії. Отримавши Мі-24, американці зачепили його на зовнішню підвісну систему й в такій спарці повернули у зворотному напрямку на столицю країни. На шляху перельоту вони зупинялися на проміжних пунктах дозаправлення й допомоги у Фая-Ларжо та Муссоро, де відновлювалися та відпочивали. Пункти розгорталися за рахунок команд допомоги на двох C-130 «Геркулес», що чекали на вертолітників у визначених місцях.
Попри пилових бур та негоди, обидва «Чінука» з важливим вантажем прибули до Нджамени, де Мі-24 був разом з MH-47 завантажений у C-5 «Ґелексі». Звідкіля уся оперативна група спецоперацій вилетіла одним важким транспортним літаком на Сполучені Штати.